# Ингулец (Кривой Рог)

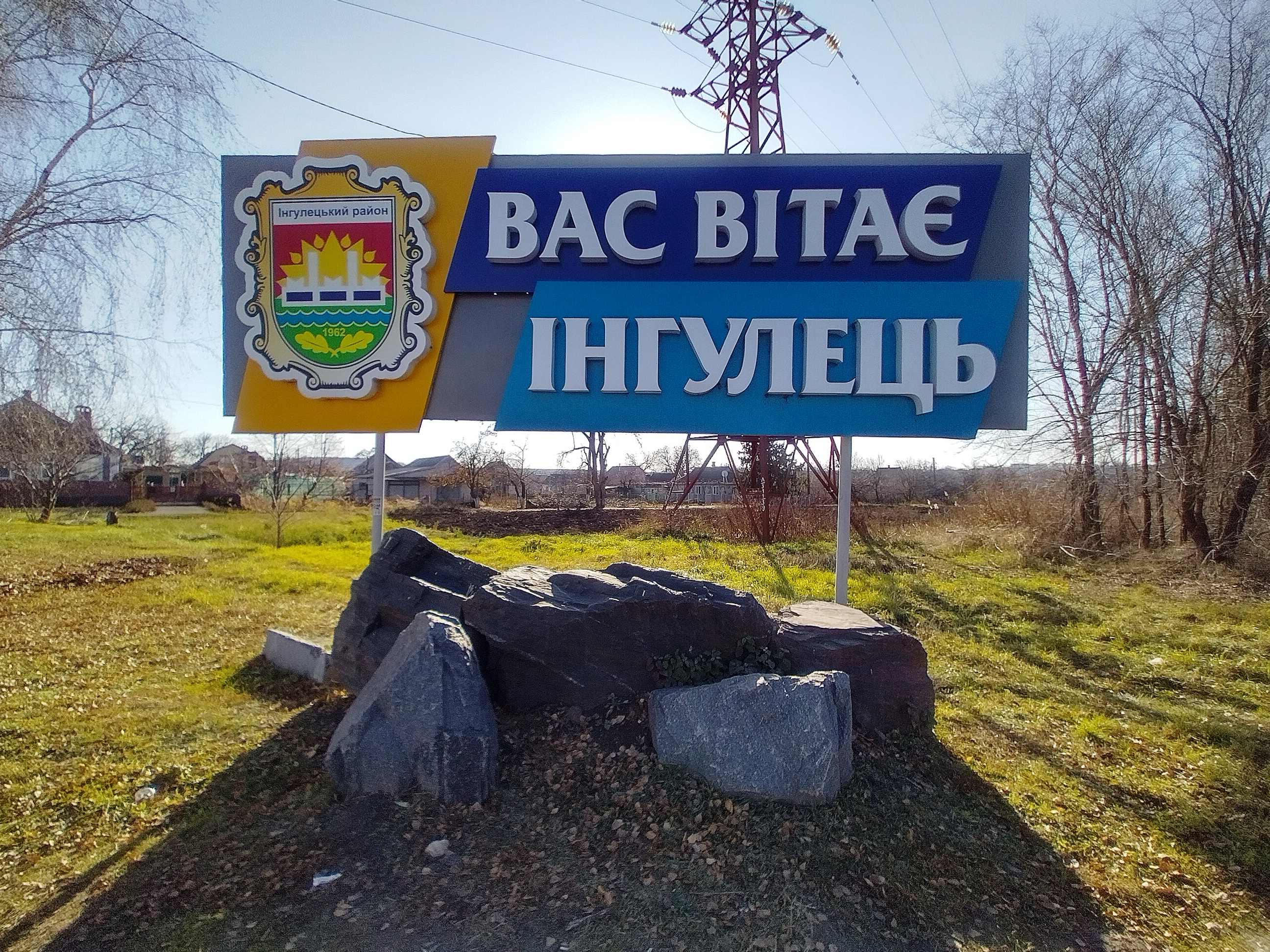
Знак при въезде

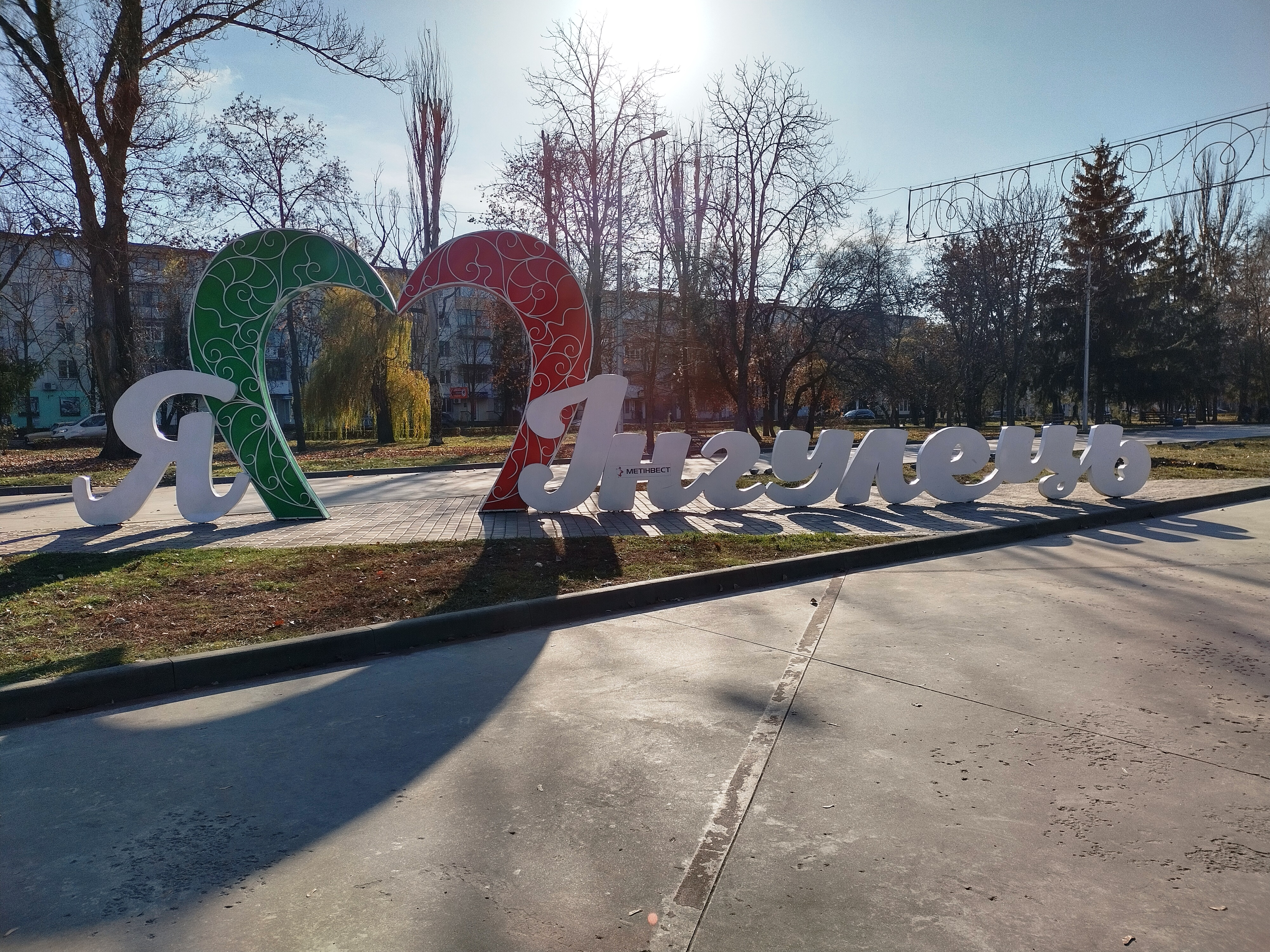
Арт-объект «Я люблю Ингулец»

Ингуле́ц (укр. Інгулець) — исторический район в составе Ингулецкого района Кривого Рога, Украина, ранее бывший отдельным городом.

## История
Ранее код по КОАТУУ, как самостоятельной административной единицы, — 1211060300.
22 октября 1938 года Ингулец получил статус посёлка городского типа.
В 1956 году получил статус города.
В 1968 году трестом «Криворожжилстрой» был построен новый жилой район в Ингульце
24 октября 2002 года город Ингулец включён в состав города Кривой Рог.

## Население
Население по переписи 2001 года составляло 38 986 человек, по данным 1970 года — 32 200 человек.

### Языковой состав
Родной язык населения по данным переписи 2001 года:
| Язык       | Численность, чел. | Доля    |
| ---------- | ----------------- | ------- |
| Украинский | 30 340            | 77,76 % |
| Русский    | 8 421             | 21,58 % |
| Другое     | 259               | 0,66 %  |
| Итого      | 39 020            | 100 %   |

## Характеристика
Ингулец находится на правом берегу реки Ингулец, выше по течению на расстоянии в 1 км расположен бывший пгт Зелёное, ниже по течению на расстоянии в 2,5 км расположен посёлок Николаевка, на противоположном берегу — посёлок Широкое. На расстоянии в 1 км расположено село Широкая Дача. Рядом проходит железная дорога, станция Ингулец.

### Экономика
- Ингулецкий горно-обогатительный комбинат;
- Бетонный завод;
- Дрожжевой завод;
- Хлебопекарня.

### Объекты социальной сферы
- школы: № 59, 99, 100, 101, 102, 114;
- гимназия № 127;
- музыкальная школа № 7;
- Ингулецкий колледж Криворожского национального университета;
- Ингулецкий ПЛ № 44.